# Liste der Monuments historiques in Villiers-lès-Aprey
Die Liste der Monuments historiques in Villiers-lès-Aprey führt die Monuments historiques in der französischen Gemeinde Villiers-lès-Aprey auf.

## Liste der Objekte
| Bezeichnung                           | Beschreibung                                             | Standort                        | Kennzeichnung | Schutzstatus | Datum | Bild |
| ------------------------------------- | -------------------------------------------------------- | ------------------------------- | ------------- | ------------ | ----- | ---- |
| Skulpturengruppe Unterweisung Mariens | Stein, 16. Jahrhundert                                   | in der Kirche Notre-Dame (Lage) | PM52001283    | Classé       | 1974  |      |
| Vier Skulpturen von Heiligen          | Stein, teilweise farbig gefasst, 15. und 16. Jahrhundert | in der Kirche Notre-Dame (Lage) | PM52001281    | Classé       | 1924  |      |